# Юрі-Хондзьо

39°23′09.05″ пн. ш. 140°02′56.03″ сх. д. / 39.3858472° пн. ш. 140.0488972° сх. д.
Ю́рі-Хондзьо́ (яп. 由利本荘市, ゆりほんじょうし, МФА: [juɾʲi hond͡ʑoː ɕi̥]) — місто в Японії, в префектурі Акіта.

## Короткі відомості
Розташоване в південно-західній частині префектури, в басейні річки Койосі, на березі Японського моря. Виникло на основі сільських поселень раннього нового часу. Засноване 22 березня 2005 року шляхом об'єднання міста Хондзьо з містечками повіту Юрі — Ясіма, Івакі, Юрі, Нісіме, Тьокай, Хіґасі-Юрі, Оуті. Основою економіки є сільське господарство, рисівництво. Станом на 1 жовтня 2007 площа міста становила 1209,04 км². Станом на 1 липня 2008 населення міста становило 86 854 осіб.